# Рой Хан
Рой Хан (англ. Roy Khan; полное имя — Roy Sætre Khantatat; род. 12 марта 1970, Эльверум, Хедмарк) — норвежский музыкант, экс-вокалист пауэр-метал-группы Kamelot. До начала карьеры метал-солиста Рой обучался оперному пению в Норвегии на протяжении 3-х лет. Голос Хана — это поставленный голос главного солиста Бродвея, с очень широким диапазоном. Критики говорят, что похожим голосом обладал только Роберт Кукиолли, всемирно известный солист Бродвея. Однако, у Хана голос мягче.

## Биография
Рой Хан родился в Норвегии, в Эльверуме 12 марта 1970 года. В 17 лет его пригласили вокалистом в небольшую школьную музыкальную группу, позже, сменив ещё один коллектив, он оказался в прогрессив-метал-группе Conception. Примерно в это время Хан понял, что пение — это то, что получается у него лучше всего, и чем он действительно хочет заниматься. Его родители, желавшие, чтобы он стал юристом или врачом, не одобряли такого увлечения сына, но со временем были вынуждены смириться с этим.
Рой Хан оставался солистом Conception вплоть до её распада в 1997 году. После ухода из Kamelot экс-солиста, Марка Вандербилта, оставшиеся члены группы пригласили Роя для записи альбома. После чего сработались и как последнее испытание для вхождения в группу совершили совместный парашютный прыжок (барабанщик Кейси отказался прыгать). Прыжок был успешным и Хан присоединился к группе. До 2010 года он являлся соавтором всех песен группы, вместе с Томасом Янгбладом.
Рой Хан предпочитает не участвовать в сторонних проектах. Так как по его словам не может контролировать конечный результат. Тем не менее, он, будучи давно знаком с лидером немецкой группы Edguy Тобиасом Самметом, записал вокальные партии для альбома The Scarecrow проекта Avantasia. Приблизительно в то же время голландский музыкант Арьен Энтони Люкассен пригласил его для участия в новом альбоме Ayreon, но эти планы не осуществились из-за того, что Хан сорвал голос.
В 2010 году Kamelot пришлось отменить североамериканский тур по Канаде и США. Причиной послужил недуг Роя, вследствие которого он не мог выступать с группой. Позже выяснилось, что по религиозным и медицинским причинам Хан прекращает работу с Kamelot.
21 апреля 2011 года Рой в своем блоге заявил о том, что покидает группу. 22 апреля Томас Янгблад подтвердил эту информацию и добавил, что решение было принято не спонтанно и участники Kamelot уважают выбор Хана.
1 апреля 2018 Рой Хан опубликовал на YouTube первую сольную песню «For All». Позже воссоединился с норвежской группой Conception.

## Личная жизнь
Рой Хан женат, его жену зовут Элизабет: у них двое детей старший сын — Габриэль, и младшая дочь — Стелла. Габриэлю посвящена песня «Anthem» с альбома Ghost Opera, написанная за две недели до его рождения.

## Интересные факты
Полная фамилия Роя — Хантатат — тайского происхождения. Настоящая фамилия прадеда Роя Хана — Редфильд. Он был врачом из Бостона и по долгу службы переехал в Таиланд, где работал на королевскую семью. В Таиланде в то время были сильны расистские настроения, и по совету знакомых, прадед Хана принял местное имя.
Хан очень любит мюзиклы и даже должен был сыграть роль Мариуса в норвежской постановке Les Misérables и Гамлета в Германии, но по не зависящим от него причинам оба замысла не были реализованы.

## Дискография

### Conception
- The Last Sunset (1991)
- Parallel Minds (1993)
- In Your Multitude (1995)
- Flow (1997)
- My Dark Symphony — EP (2018)
- State of Deception (2020)

### Kamelot

#### Студийные альбомы
- Siege Perilous (1998)
- The Fourth Legacy (1999)
- Karma (2001)
- Epica (2003)
- The Black Halo (2005)
- Ghost Opera (2007)
- Poetry for the Poisoned (2010)

#### Концертные альбомы
- The Expedition (2000)
- One Cold Winter’s Night (2006)
- Ghost Opera: The Second Coming (2007)

#### Live-DVD
- One Cold Winter’s Night (2006)

### В качестве гостя
- Victory — Voiceprint (1996) — в «The Hunter» и «On The Loose»
- Crest of Darkness — The Ogress (1999) — в «Sweet Scent of Death» и «Reference»
- Epica — Consign to Oblivion (2005) — в «Trois Vierges»
- Avantasia — The Scarecrow (2008) — в «Twisted Mind» в роли Психиатра
- Star One — Lost Children of the Universe